# Daniel von Büren der Ältere

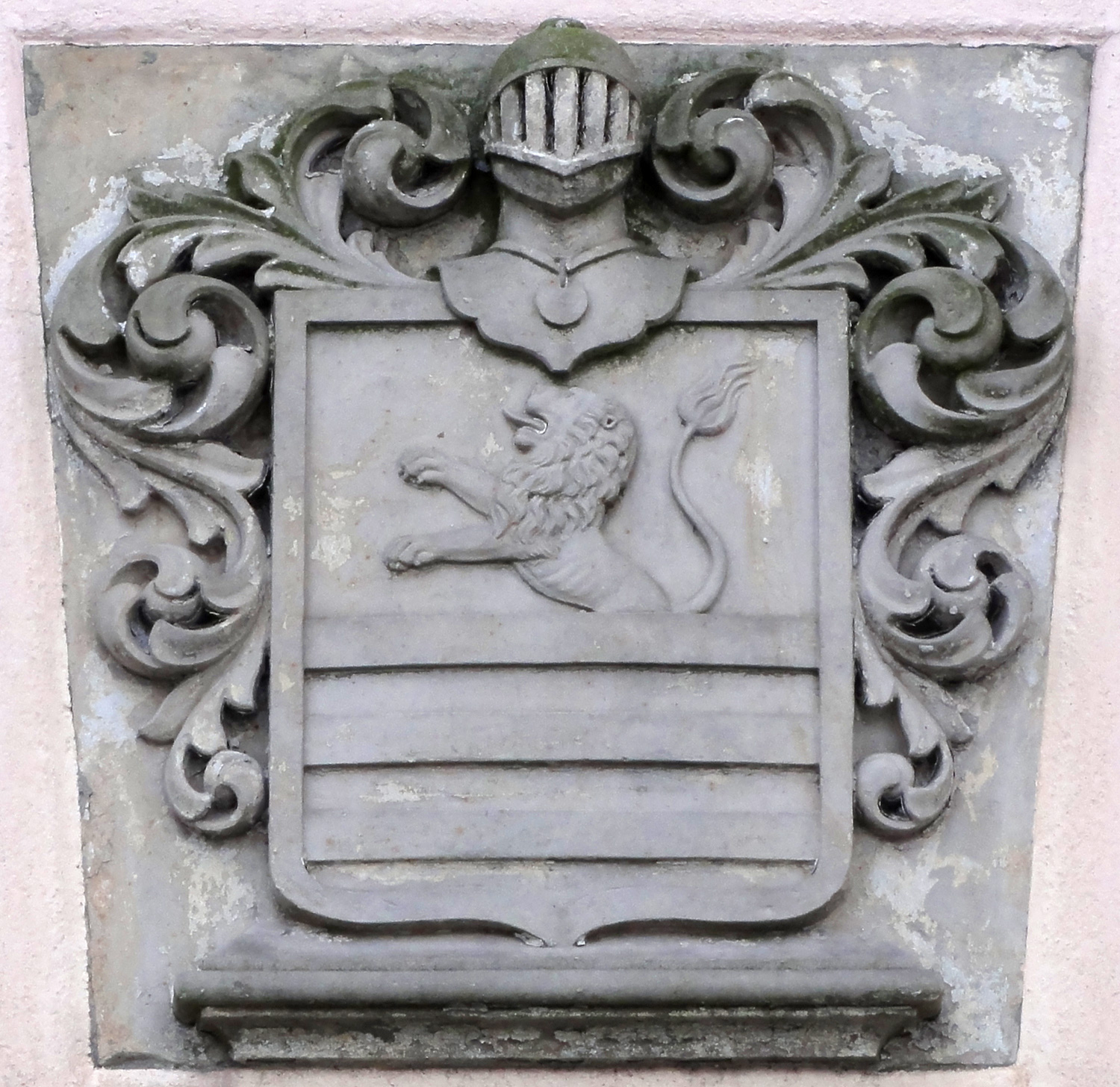
Wappen der Familie von Büren am Eingang zur Egestorff-Stiftung

Daniel von Büren der Ältere (* 15. Jahrhundert in Bremen; † 4. April 1541  in Bremen) war Ratsherr und Bürgermeister von Bremen Ende des 15. und Anfang des 16. Jahrhunderts.

## Biografie
Von Büren, dessen Geburtsdatum nicht überliefert ist, war ein Sohn des Eltermanns Hermann von Büren und von Gretje Brand, einer Tochter des Ratsherrn Daniel Brands des Älteren. Daniel von Bürens Urgroßvater Rudolf (bzw. Rulf) von Büren – der aus einer alten holsteinischen Adelsfamilie stammte – war 1325 nach Bremen eingewandert, wo sein Bruder Abt des St.-Paul-Klosters war.
Von Büren studierte an der Universität Rostock. Am 4. Dezember 1486 wurde er in den Bremer Rat und 1500 zum Bürgermeister gewählt, ein Amt, das er 38 Jahre lang innehatte. 1503 widersetzte er sich dem Ablasshandel, den Kardinal Raimund Peraudi im Auftrag des Papstes in der Stadt durchführte, und erreichte, dass ein Teil der knapp 7000 Gulden, die dieser eingesammelt hatte, in Bremen verblieb. Er war 1506 und 1507 Ratssendebote zum Hansetag in Lübeck. Auf dem Hansetag zu Bremen 1514 wurde er nach Ablauf des Kaiserlichen Friedens zwischen den Holländern und den wendischen Städten bei der Unterhandlung von beiden Seiten als wortführender Schiedsmann anerkannt. Unter seiner Amtsführung verstärkte Bremen zwischen 1512 und 1514 die Befestigungsanlagen der Stadt massiv, eine Maßnahme, die sich 1547 – im Schmalkaldischen Krieg – bei der zweifachen vergeblichen Belagerung Bremens durch kaiserliche Truppen als sehr wertvoll erwies.
1522 erteilte von Büren seine Zustimmung dazu, dass der Reformator Heinrich von Zütphen an der St.-Ansgarii-Kirche predigen konnte, was Bremen in Konflikt mit der katholischen Kirche und dem Kaiser brachte. Im Zuge der Auseinandersetzungen mit dem reformationsfeindlichen Erzbischof Christoph ließ der Rat 1523 das St.-Paul-Kloster vor dem Ostertor abreißen, da dieses nahe der Stadtmauer auf einer Düne lag und möglichen Angreifern als befestigter Stützpunkt hätte dienen können. Auf dem Hansetag 1530 trug er den Zwist mit Hamburg wegen der Kornfahrt auf der Elbe vor: Bremen müsse nun sein Recht vor dem Kaiser suchen.
1530 bis 1532 fanden in Bremen die als Aufstand der 104 Männer bezeichneten Unruhen der Unterschichten statt. Anfang 1532 musste der Rat den bisherigen Bürgerweideausschuss von 40 auf 104 gewählte Männer, jeweils 26 Vertreter aus jedem der vier Kirchspiele, erweitern. Nach der besiegelten Urkunde von 1532 durfte dieses Gremium in fast allen städtischen Angelegenheiten mitreden; eine erste Bürgerschaft war entstanden. Nach heftigem Streit und Entmachtung der Kaufleute mussten von Büren, ein Teil des Rates und einige reiche Bürger nach Bederkesa fliehen. Nach Beendigung der Macht der 104 Männer durch Truppen des Rats und der Wiedereinsetzung des alten Rates, verabschiedete der Rat 1534 mit der Neuen Eintracht eine restriktive Staatsverfassung auf der Basis des Bremer Stadtrechts von 1433, welche die Position des Rates sogar stärkte. Trotz einer Amnestie, die von Büren vor und nach der Rückkehr gewährte, wurde der Sprecher des Ausschusses der 104 Männer, der Goldschmied Johann Dove, unter fadenscheinigen Gründen verurteilt und hingerichtet. Auch andere Mitglieder der 104 wurden hingerichtet und 22 Mitglieder der 104 konnten fliehen und verloren ihr Vermögen. 
Von Büren verfasste über mehrere Jahrzehnte hinweg sein sogenanntes Denkbuch (auch Denkelbuch), das in Form einer Chronik bremische Ereignisse, Denkwürdigkeiten und Bräuche schildert. Erhalten sind die Aufzeichnungen aus den Jahren 1490 bis 1525 (mit einer Lücke zwischen 1510 und 1521), also nicht bis zum Ende seiner Amtszeit.
Daniel von Büren war viermal verheiratet und hatte vier Söhne und sieben Töchter. Sein Sohn Daniel von Büren der Jüngere wurde ebenfalls Bürgermeister und gilt als der bedeutendste Bremer Staatsmann des 16. Jahrhunderts.
Die Daniel-von-Büren-Straße wurde nach ihnen benannt.